# La Désintégration (film, 2011)
Pour les articles homonymes, voir La Désintégration.
Pour plus de détails, voir Fiche technique et Distribution.
La Désintégration est un film franco-belge réalisé par Philippe Faucon en 2011, sorti en France le 15 février 2012 et produit par Yves Chanvillard et Nadim Cheikhrouha (Screenrunner). Le film a été présenté le 1er septembre 2011 à la Mostra de Venise où il était présenté en sélection officielle (hors compétition).

## Synopsis
Rachid Aousi est un jeune Français d'origine maghrébine, qui a réussi son intégration à la société française: il a un emploi, et une fiancée non-musulmane. La vie est plus difficile pour son frère cadet Ali: malgré de bons résultats à son baccalauréat professionnel, Ali ne réussit pas à décrocher un stage en entreprise. Désespérant de trouver une place dans la société, Ali se laisse peu à peu approcher par un jeune homme du nom de Djamel: ce dernier va recruter Ali et ses amis d'enfance, Nasser et Hamza, dans une cellule salafiste. Par un patient travail de manipulation mentale, Djamel s'ingénie à “dés-intégrer” les jeunes gens, en les persuadant que leur place n'est plus dans la société française, mais dans la voie de l'islam radical. Les jeunes gens vont basculer dans le djihad terroriste.

## Fiche technique
- Réalisation : Philippe Faucon
- Production : Yves Chanvillard et Nadim Cheikhrouha
- Photographie : Laurent Fénart
- Montage : Sophie Mandonnet
- Musique originale : Benoît Schlosberg

## Distribution
- Rashid Debbouze : Ali Aousi
- Kamel Laadaili : Rachid Aousi, le frère d'Ali
- Yassine Azzouz : Djamel, le recruteur
- Ymanol Perset : Hamza